# Cicely Tyson
Cicely L. Tyson (Harlem, Nueva York; 19 de diciembre de 1924-Ib., 28 de enero de 2021) fue una actriz estadounidense de teatro, cine y televisión. Fue nominada al Óscar a la mejor actriz y al Globo de Oro en la misma categoría por su papel de Rebecca Morgan en Sounder (1972); además, recibió por esta interpretación el Premio NSFC a la mejor actriz. Además actuó en The Autobiography of Miss Jane Pittman (1974) por la que ganó dos premios Emmy y fue nominada para un premio BAFTA.
A lo largo de su carrera fue nominada para nueve Primetime Emmy, ganando tres. En 2011, apareció en la versión cinematográfica de The Help, por la que recibió varios galardones por su trabajo como Constantine, entre ellos el Premio del Sindicato de Actores al mejor reparto y otras tres nominaciones en el mismo galardón. A nivel teatral, protagonizó en Broadway la obra The Trip to Bountiful  como Carrie Watts, por la que ganó el Tony y otros premios.

## Biografía
Nació en East Harlem en la ciudad de Nueva York el 19 de diciembre de 1924. Era hija de Fredericka (Huggins) Tyson, trabajadora doméstica, y William Augustine Tyson, que trabajaba como pintor y carpintero. Tuvo dos hermanos. Sus padres eran inmigrantes llegados desde Nevis en el Caribe. Su padre llegó a Nueva York con 21 años y pasó por Ellis Island el 4 de agosto de 1919.
Tyson creció en un ambiente religioso. Cantaba en el coro y participaba en las reuniones para orar de una iglesia episcopal de East Harlem. Su madre se oponía a que se convirtiera en actriz y durante una temporada se negó a hablarle. Cambió de opinión al ver a Cicely en el escenario.

## Carrera profesional

### Sus primeros años como actriz

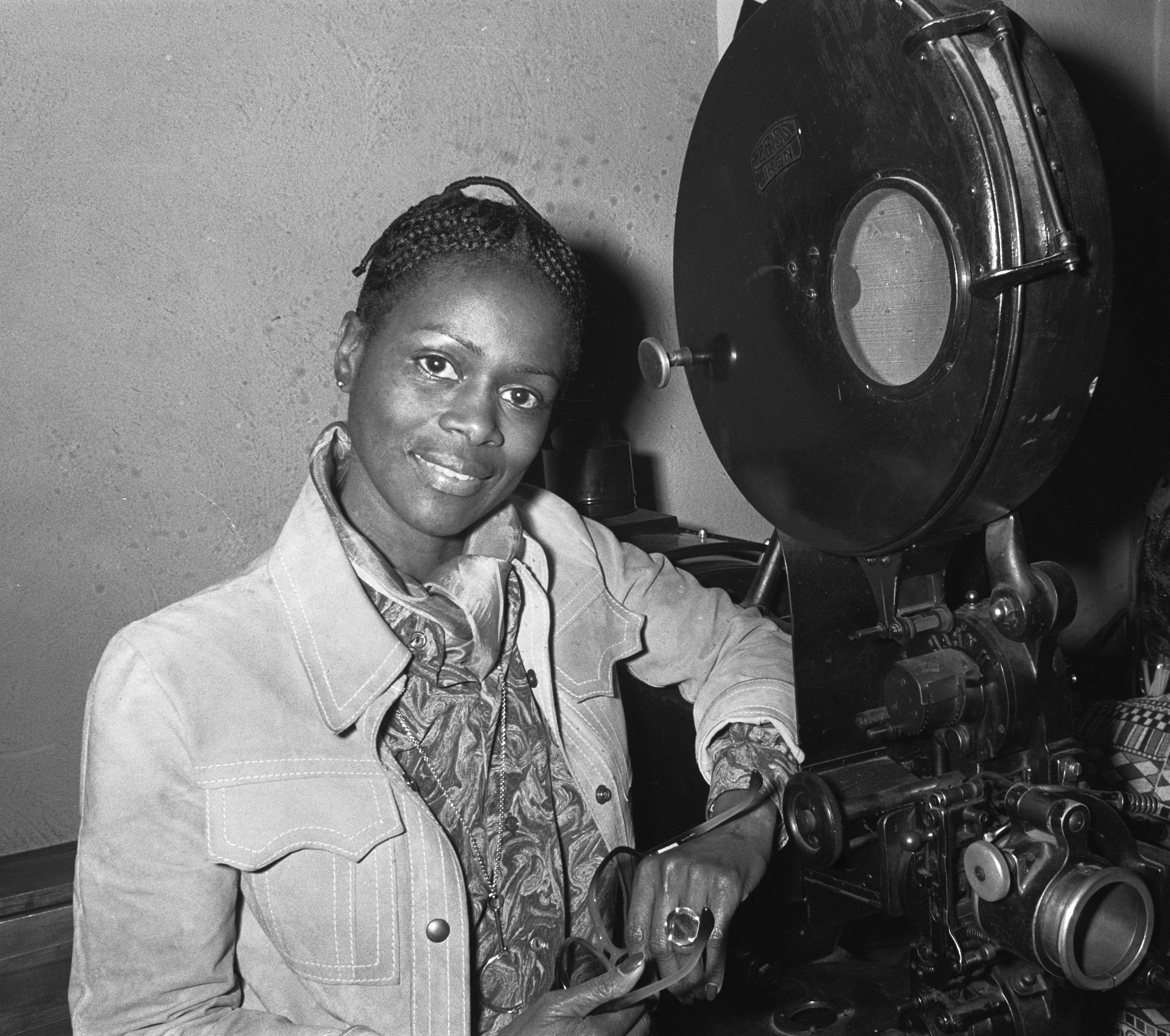
Tyson in 1973

Tyson fue descubierta por un fotógrafo para la revista Ebony y se convirtió en modelo de moda con bastante éxito. Su primer papel como actriz fue para la cadena NBC en la serie de televisión Frontiers of Faith de 1951. Su primer papel en una película fue en Carib Gold de 1956. Tuvo pequeños papeles en las películas de 1959 Odds Against Tomorrow y The Last Angry Man, Su primera aparición en el escenario tuvo lugar en una producción de Vinnette Carroll, Dark of the Moon en el teatro Harlem YMCA en 1958.
A principios de los años 60, Tyson fue parte del elenco original de la obra francesa de Jean Genet The Blacks. Interpretaba a Stephanie Virtue Secret-Rose Diop; también formaron parte del elenco Maya Angelou, James Earl Jones, Godfrey Cambridge, Louis Gossett Jr. y Charles Gordone. El show se convirtió en la producción no musical de off-Broadway más duradera de la década, llegando a tener 1.408 funciones. En 1961-1962 Tyson ganó el Vernon Rice Award (posteriormente conocido como Drama Desk Award) por su actuación en otra producción de off-Broadway, Moon on a Rainbow Shawl.
Tyson también apareció en el game show de televisión To Tell The Truth en 1963 como una concursante que trató de convencer al jurado de que era la cantante de Folk Shirley Abicair.
Tyson, que en una ocasión trabajó en una agencia de servicios sociales, fue identificada por David Susskind en The Blacks y en Tiger, Tiger, Burning Bright, y formó parte del elenco de la serie de la cadena de televisión CBS East Side/West Side (1963–1964), interpretando a la secretaria de un trabajador social interpretado por George C. Scott. En aquel momento era la única afroamericana que formaba parte del elenco habitual de una serie de televisión. El show tuvo impacto por su tratamiento de cuestiones sociales, y uno de sus episodios, sobre una pareja afroamericana en Harlem, fue censurado en Atlanta y en Shreveport, Louisiana.
En la década de los 60 del siglo XX participó con cierta frecuencia en el show The Guiding Light. Apareció junto a Sammy Davis Jr. en la película A Man Called Adam (1966) y participó en la versión cinematográfica de The Comedians (1967) basada en la novela de Graham Greene. En 1968 Tyson tuvo un papel en The Heart Is a Lonely Hunter.

### Últimos años
En 1989, Tyson apareció en la miniserie de televisión The Women of Brewster Place. En 1991, Tyson interpretó el papel de Sipsey en la película Tomates verdes fritos.

## Filmografía

### Televisión
| TV        | TV                                | TV                      | TV                                   |
| Año       | Título                            | Rol                     | Notas                                |
| --------- | --------------------------------- | ----------------------- | ------------------------------------ |
| 1977      | Wilma                             | Blanche Rudolph         | Película para TV                     |
| 1985      | Playing with Fire                 | Carol Phillips          | Película para TV                     |
| 1999      | A Lesson Before Dying             | Tante Lou               | Película para TV                     |
| 2000      | Touched by an Angel               | Abigail Peabody-Jackson | Episodio: Living the Rest of My Life |
| 2001      | The Proud Family                  | Mrs. Maureen Parker     | (Voz)                                |
| 2002      | The Rosa Parks Story              | Leona Edwards McCauley  | Miniserie de TV                      |
| 2009      | Relative Stranger                 | Pearl                   | Miniserie de TV                      |
| 2009      | Law & Order: Special Victims Unit | Ondine Burdett          | Episodio: Hell                       |
| 2014      | The Trip to Bountiful             | Mrs. Carrie Watts       | Película para TV                     |
| 2015-2020 | How to Get Away with Murder       | Ophelia Harkness        | 10 episodios                         |
| 2016      | 'House of Cards                   | Doris Jones             | 3 episodios                          |
| 2019      | Madam Secretary                   | Flo Avery               | Episodio: Leaving the Station        |
| 2020      | Cherish the Day                   | Miss Luma Lee Langston  | Principal                            |

## Premios y nominaciones

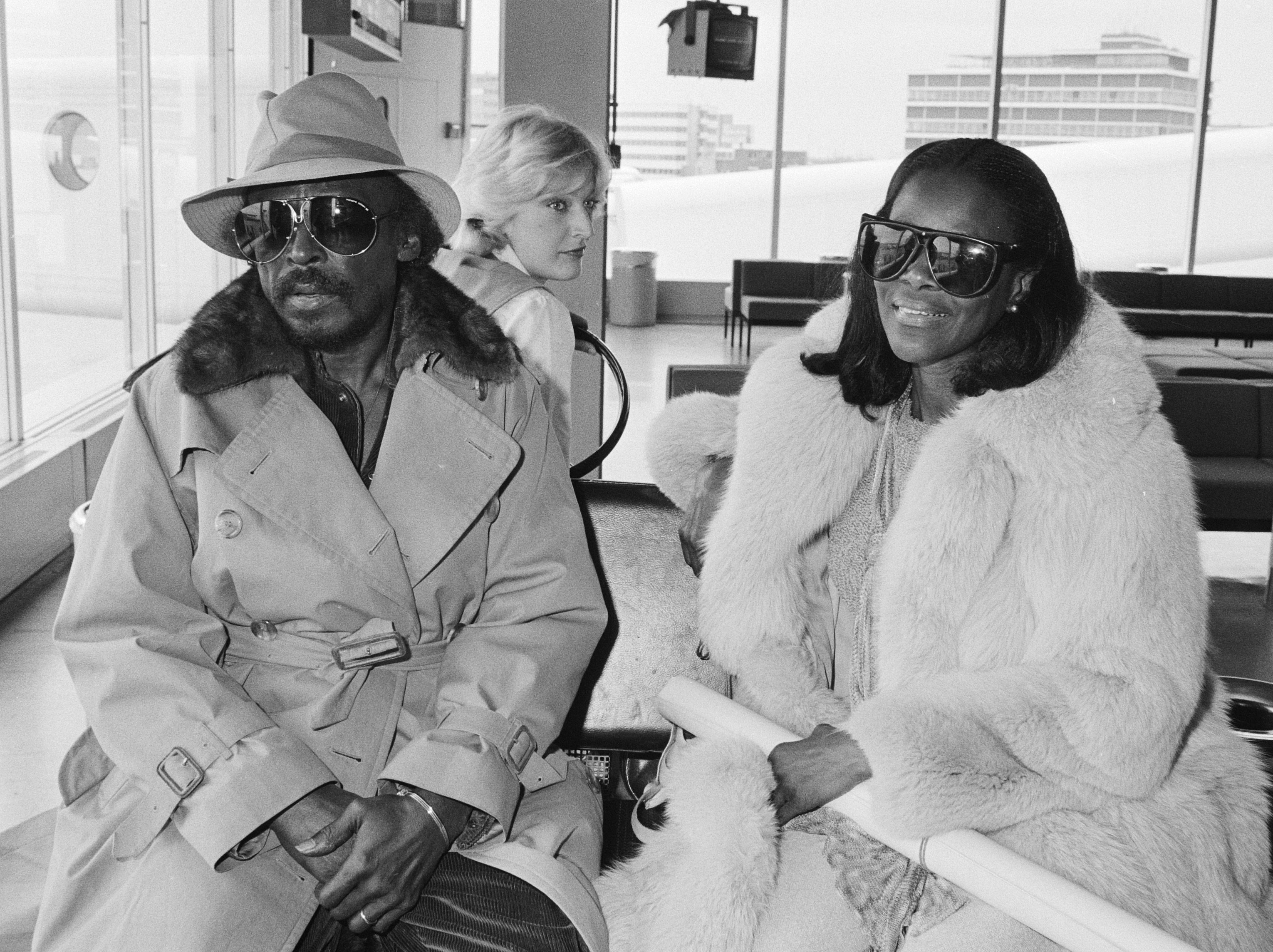
Llegada del trompetista de jazz Miles Davis y su esposa, la actriz Cicely Tyson, en Schiphol, 1982.

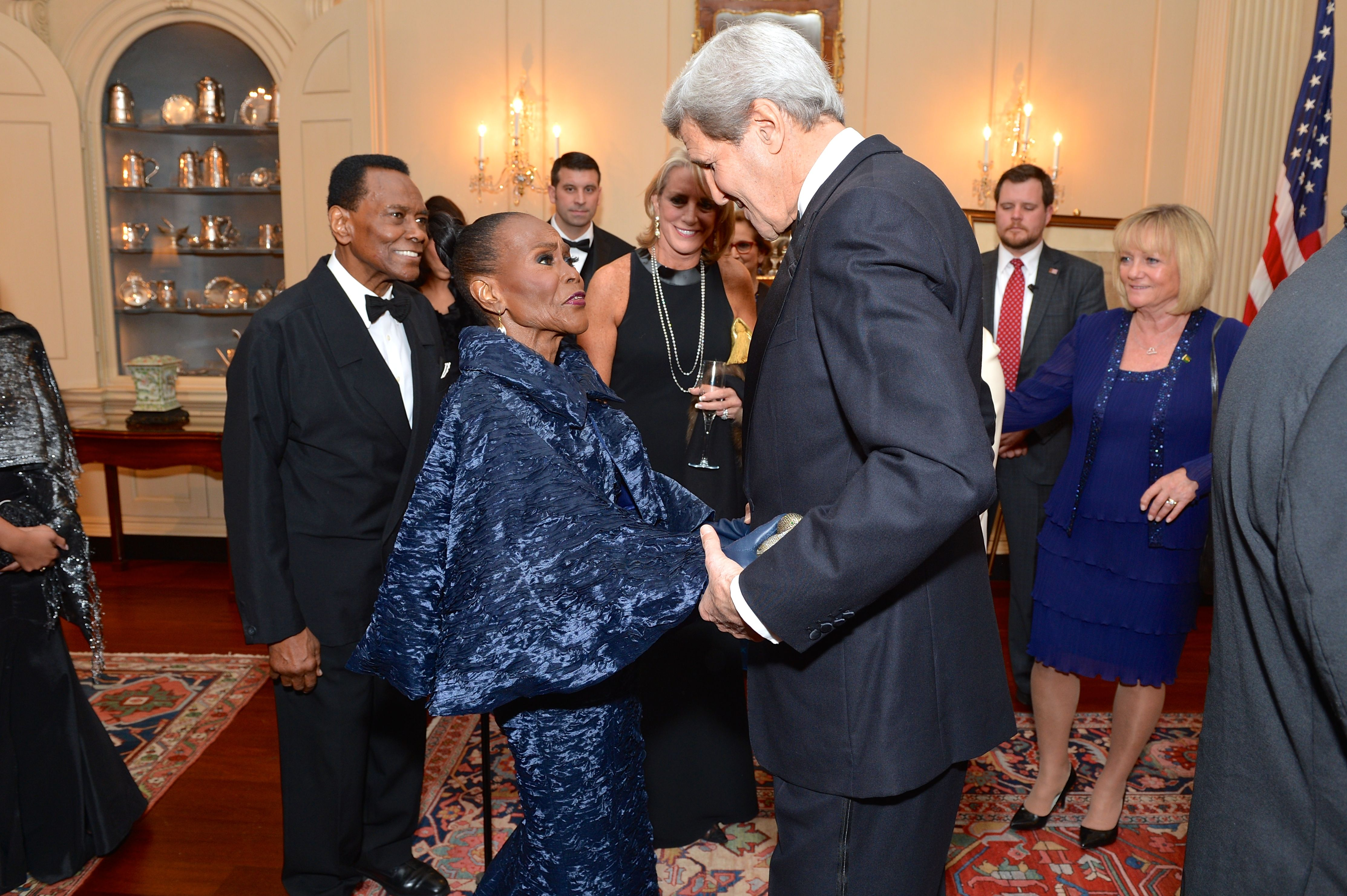
El Secretario de Estado de los Estados Unidos, John Kerry, saluda a la actriz ganadora del Premio Kennedy Center de 2015, Cicely Tyson, en la cena de honores del Centro Kennedy en el Departamento de Estado de los Estados Unidos en Washington D. C., el 5 de diciembre de 2015.

Premios Óscar
| Año  | Categoría        | Película         | Resultado |
| ---- | ---------------- | ---------------- | --------- |
| 1973 | Mejor actriz     | Sounder          | Nominada  |
| 2019 | Óscar honorífico | Óscar honorífico | Ganadora  |

Premios Globo de Oro
| Año  | Categoría            | Película | Resultado |
| ---- | -------------------- | -------- | --------- |
| 1973 | Mejor actriz - Drama | Sounder  | Nominada  |

Premios BAFTA
| Año  | Categoría    | Película                               | Resultado |
| ---- | ------------ | -------------------------------------- | --------- |
| 1975 | Mejor actriz | The Autobiography of Miss Jane Pittman | Nominada  |

Premios Primetime Emmy
| Año  | Categoría                               | Trabajo                                   | Resultado |
| ---- | --------------------------------------- | ----------------------------------------- | --------- |
| 1974 | Mejor actriz del año                    | The Autobiography of Miss Jane Pittman    | Ganadora  |
| 1974 | Mejor actriz - Miniserie o telefilme    | The Autobiography of Miss Jane Pittman    | Ganadora  |
| 1977 | Mejor actriz de reparto - Miniserie     | Roots                                     | Nominada  |
| 1978 | Mejor actriz - Miniserie o telefilme    | King                                      | Nominada  |
| 1982 | Mejor actriz - Miniserie o telefilme    | The Marva Collins Story                   | Nominada  |
| 1994 | Mejor actriz de reparto - Miniserie     | Oldest Living Confederate Widow Tells All | Ganadora  |
| 1995 | Mejor actriz - Serie dramática          | Sweet Justice                             | Nominada  |
| 1999 | Mejor actriz de reparto - Miniserie     | A Lesson Before Dying                     | Nominada  |
| 2009 | Mejor actriz de reparto - Miniserie     | Relative Stranger                         | Nominada  |
| 2014 | Mejor telefilme                         | The Trip to Bountiful                     | Nominada  |
| 2014 | Mejor actriz - Miniserie o telefilme    | The Trip to Bountiful                     | Nominada  |
| 2015 | Mejor actriz invitada - Serie dramática | How to Get Away with Murder               | Nominada  |
| 2017 | Mejor actriz invitada - Serie dramática | How to Get Away with Murder               | Nominada  |
| 2018 | Mejor actriz invitada - Serie dramática | How to Get Away with Murder               | Nominada  |
| 2019 | Mejor actriz invitada - Serie dramática | How to Get Away with Murder               | Nominada  |
| 2020 | Mejor actriz invitada - Serie dramática | How to Get Away with Murder               | Nominada  |

Premios del Sindicato de Actores
| Año  | Categoría                            | Trabajo                                   | Resultado |
| ---- | ------------------------------------ | ----------------------------------------- | --------- |
| 1995 | Mejor actriz - Miniserie o telefilme | Oldest Living Confederate Widow Tells All | Nominada  |
| 1995 | Mejor actriz - Serie dramática       | Sweet Justice                             | Nominada  |
| 1997 | Mejor actriz - Miniserie o telefilme | The Road to Galveston                     | Nominada  |
| 2012 | Mejor reparto                        | The Help                                  | Ganadora  |
| 2015 | Mejor actriz - Miniserie o telefilme | The Trip to Bountiful                     | Nominada  |

Premios Tony
| Año  | Categoría                          | Obra                  | Resultado |
| ---- | ---------------------------------- | --------------------- | --------- |
| 2013 | Mejor actriz principal en una obra | The Trip to Bountiful | Ganadora  |